# Northwood (Londra)
Northwood è una zona nel nord-ovest della Grande Londra, in Inghilterra, nel distretto di Hillingdon, nella storica contea del Middlesex, al confine con l'Hertfordshire, e dista 14,5 miglia (23,3 km) da Charing Cross.
L'area comprende gli insediamenti di Northwood e Northwood Hills, entrambi serviti dalle stazioni di Northwood e Northwood Hills sulla linea metropolitana della metropolitana di Londra. Al censimento del 2011, la popolazione di Northwood era 10 949, in calo rispetto a 11 068 nel 2008, mentre la popolazione di Northwood Hills era 11 578, cresciuta rispetto a 10 833 nel 2001
Northwood confina con la Riserva naturale nazionale di Ruislip Woods , che contiene Ruislip Lido. 
Il servizio postale di Northwood con il relativo codice si estende a  Eastbury e Moor Park, due quartieri contigui dell'Hertfordshire. 

## Toponomastica
Il nome Northwood è comparso per la prima volta nel 1435 come Northwode, formato dall'antico inglese "nord" e "wode", che significa "il nord del bosco", in relazione a Ruislip

## Quartier generale di Northwood
Northwood ospita nella tenuta di Eastbury Park, nell'Hertfordshire il Quartier generale di Northwood (inglese: Northwood Headquarters) con il quartier generale delle forze armate britanniche e MARCOM il comando centrale delle forze marittime della NATO.